# Incendios en Argentina de 2020

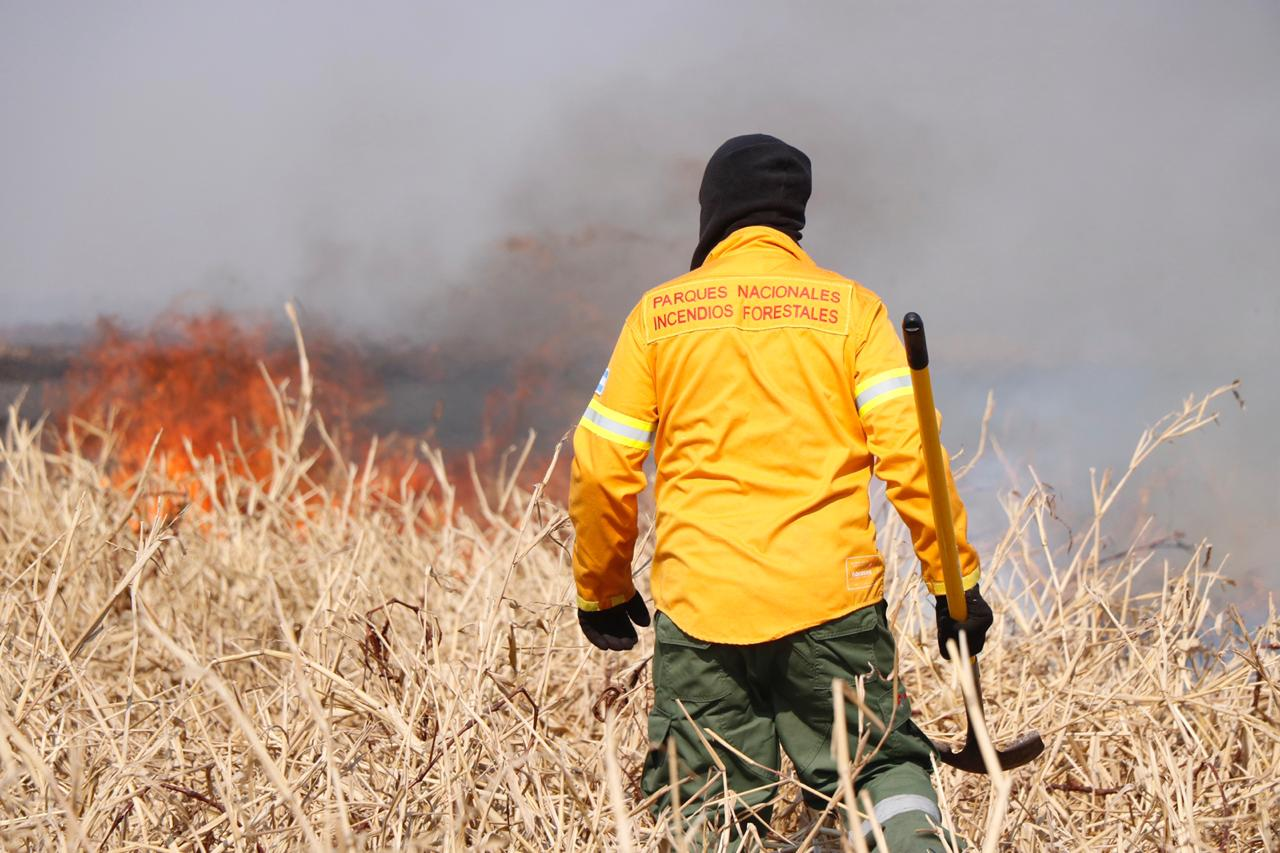
Combate del fuego en el Delta del Paraná

Los incendios en Argentina de 2020 son un conjunto de numerosos focos de incendios en curso en más de la mitad de las provincias de ese país. Son atribuidos a las consecuencias de una sequía en distintas regiones de ese país, del fenómeno climático del Niño y una baja en los caudales de varios ríos, que generaron las condiciones propicias para el inicio y desarrollo de incendios. Asimismo, una vez que comenzaron a desarrollarse a gran escala se comenzó a investigar otras causas y de acuerdo al Servicio Nacional de Manejo del Fuego, el 95 % de los incendios provocados hasta el 6 de octubre de 2020 fueron intencionales.
Afectaron a territorios pertenecientes a las provincias de Catamarca, Chaco, Córdoba, Corrientes, La Rioja, Formosa, Jujuy, Salta, San Luis, Tucumán, Santa Fe y Entre Ríos, y los parques nacionales Calilegua y Copo. Para el mes de octubre, se han quemado 430.000 hectáreas. Para noviembre, todavía se registran focos activos en Jujuy, San Luis, Córdoba, Corrientes y La Rioja. En total, se estima que se quemaron aproximadamente 900.000 hectáreas en 22 provincias.

## Incendios principales

### Córdoba
Desde julio de 2020, una serie de incendios forestales afectaron a más de 300 mil hectáreas de la provincia argentina de Córdoba. El fuego continuó expandiéndose por tres meses, afectando más de 90 mil hectáreas en la vecina provincia de San Luis.
La región comenzó a ser azotada con algunos focos durante el mes de julio, pero los más grandes incendios se desarrollaron en las últimas semanas de agosto. El incendio de mayor extensión comenzó en áreas montañosas del Departamento Ischilín y luego se extendió hacia el Valle de Ongamira y el norte del Departamento Punilla.
También se registró otro foco de considerable extensión a pocos kilómetros al sur, sobre las Sierras Chicas, entre las ciudades de La Calera y Cosquín. Mientras que incendios de menor envergadura y duración se desataron en las ciudades de La Falda, Achiras y Valle Hermoso.
A octubre de 2020, unas 300 mil hectáreas habían sido afectadas por los incendios, considerados uno de los 10 incendios forestales más grandes del mundo del momento y comparables con los Incendios en el Oeste de Estados Unidos de 2020.

### Delta del río Paraná
Los Incendios en el delta del río Paraná de 2020 son una serie de incendios ocurridos a lo largo de aquel año en las islas del Delta del Río Paraná durante una bajante del río, principalmente en la provincia de Entre Ríos, afectando también a localidades de la provincia de Buenos Aires y Santa Fe, tales como Rosario y San Pedro.
Los primeros focos se detectaron en febrero de 2020, y continuaron hasta octubre. Anteriormente, habían ocurrido en la misma zona los Incendios en el delta del río Paraná de 2008. Al 29 de septiembre de 2020, se habían quemado 300 000 hectáreas. Se estimó un costo económico diario de más de 10 millones de pesos.

### Región del Norte

#### Catamarca
En la provincia de Catamarca, se produjeron incendios en distintas áreas, siendo los principales el cercano a El Crestón, dentro del cordón montañoso de Ambato, y los que afectaron el área cercana a las localidades de Las Lajitas (Paclin), en el límite con Tucumán. En los meses de julio y agosto también se registraron incendios en Andalgalá y Valle Viejo.
A septiembre, los 150 incendios registrados habían consumido unas 22 170 hectáreas. Participaron en la lucha contra el fuego bomberos voluntarios, apoyados por un avión hidrante del Servicio Nacional de Manejo del Fuego.

#### Corrientes
En octubre, el fuego atacó el parque provincial San Cayetano, localizado en Corrientes. Se registró la muerte de cientos de animales.

#### Formosa
De acuerdo al Instituto Nacional de Tecnología Agropecuaria, la provincia de Formosa es la mayor en número de focos detectados entre el 25 de septiembre y el 2 de octubre.

#### Jujuy
A noviembre, 22 468 hectáreas se habían incendiado en esta provincia del Norte Argentino. Fue afectado el Parque nacional Calilegua, donde se quemaron 7 819 hectáreas. Los incendios en esta área protegida de Yungas, una de las de mayor biodiversidad del país, representan una amenaza para especies animales en peligro de extinción tales como tapires, yaguaretés, tarucas y aves como la Harpia harpyja. También fue afectada la Reserva Natural Provincial Las Lancitas.
A inicios de noviembre de 2020 era la provincia con más daños por los incendios, con focos en las localidades de la Unión Seca dentro del parque nacional Calilegua y en Ledesma, Bananal y Laguna la Brea.

#### Salta
Los incendios en la provincia de Salta afectaron los departamentos de Capital, sus alrededores y el valle de Lerma. Unas 13 400 hectáreas fueron afectadas.

#### Santiago del Estero
En esta provincia, se registraron incendios en el parque nacional Copo, la reserva natural Los Pirpintos y en varios departamentos. También se produjeron incendios intencionales en campos privados y del INTA, totalizando a agosto unas 3 000 hectáreas.
En octubre, se produjo un incendio (presuntamente intencional) en la reserva ecológica Tata Inti y se encontraron dos gatos del monte degollados. Se detuvieron a dos pescadores por los hechos, quienes habían amenazado a guardaparques previamente.

## Consecuencias
De acuerdo al Instituto Nacional de Investigaciones Especiales de Brasil, la cantidad de incendios producidos en la Argentina en 2020 (69 632) superó a los surgidos durante la temporada de 2003 (69 317).

### Eutrofización de la Cuenca del Plata
La deforestación y las quemas produjeron un aumento de nutrientes en el agua de la Cuenca del Plata, que sumado a las condiciones actuales de sequía favorecieron un proceso conocido como eutrofización, provocado por la presencia de cianobacterias del género Microcystis. El aumento de algas fue tan elevado que superó la capacidad de filtrado en la planta potabilizadora de la “Donato Gerardi”, de la empresa Absa, interrumpiendo parte del suministro del Partido de La Plata el 23 de noviembre del 2020. Debido a la toxicidad del agua producida por las bacterias, también se llevó a prohibir el consumo, el bañado y la pesca dentro del Río de la Plata hasta que se registrara un cambio en las condiciones.